# Vaszar, Veszprém
Vaszar  este un sat în districtul Pápa, județul Veszprém, Ungaria, având o populație de 1.592 de locuitori (2011). 

## Demografie
Componența etnică a satului Vaszar
     Maghiari (98,81%)
     Necunoscut (0,37%)
     Germani (0,82%)
     Alții (0,37%)
Componența confesională a satului Vaszar
     Romano-catolici (65,26%)
     Reformați (3,14%)
     Fără religie (2,83%)
     Luterani (2,76%)
     Necunoscută (25,5%)
     Atei (0,5%)
Conform recensământului din 2011, satul Vaszar avea 1.592 de locuitori. Din punct de vedere etnic, majoritatea locuitorilor (98,81%) erau maghiari. Apartenența etnică nu este cunoscută în cazul a 0,37% din locuitori.  Din punct de vedere confesional, majoritatea locuitorilor (65,26%) erau romano-catolici, existând și minorități de reformați (3,14%), persoane fără religie (2,83%) și luterani (2,76%). Pentru 25,5% din locuitori nu este cunoscută apartenența confesională.